# Ursula von Reibnitz
Ursula von Reibnitz am Bochumer Schauspielhaus, 1952

Link zum Bild

Ursula Anna Catharina Freiin von Reibnitz (* 1. Mai 1915 in Berlin; † 28. Juli 1990 in Sprockhövel) war eine deutsche Schauspielerin.

## Leben
Reibnitz war die Tochter des preußischen Majors Werner Paul Wilhelm Freiherr von Reibnitz (1892–1914) und dessen Ehefrau Theodora Freifrau von Reibnitz geb. Quilling (1891–1950). Sie wurde nach Anna Ursula von Reibnitz († 1648) benannt, der Ehefrau des Herzogs Heinrich Wenzel (1592–1639).
Sie heiratete 1935 R. Birkemeier, von dem sie 1953 geschieden wurde.
1985 erhielt sie den Eduard von der Heydt-Kulturpreis der Stadt Wuppertal. Sie lebte bis zu ihrem Tod in Sprockhövel. In Wuppertal wurde eine Straße nach ihr benannt; in Sprockhövel erhielt die engagierte Sozialdemokratin ein Ehrengrab. Anlässlich ihres zehnten Todestags wurde im Jahr 2000 in Sprockhövel die Ausstellung stark und eigenwillig gezeigt. 

## Rollen
In der Spielzeit 1940/1941 war sie an der Volksbühne Berlin in dem Stück Nordische Heerfahrt von Henrik Ibsen zu sehen. Ihre erste Filmrolle hatte sie 1942 im gleichnamigen Film.
Sie spielte unter anderem in Unsere kleine Stadt (1954), Der letzte Mann (1955), Zwischen den Zügen (1955), Mutter Courage und ihre Kinder (1964 in Köln, Regie Peter Palitzsch), Jerusalem, Jerusalem (1979), Tränende Herzen (1980), Zwei oder Was sind das für Träume (1980), Täglich Fernsehen (1988), und Tam Tam oder Wohin die Reise geht (1989) mit. In der Serie Der Landarzt trat sie als Frau Hanusch auf.
Häufig wirkte Ursula von Reibnitz auch in Hörspielen mit, wie in den Paul-Temple-Hörspielen Paul Temple und der Fall Gilbert (1957) als Mrs. Talbot und Paul Temple und der Fall Margo (1962) als Doktor Benkaray, jeweils an der Seite von René Deltgen, Annemarie Cordes und Kurt Lieck. Die Regie hatte in beiden Fällen Eduard Hermann.